# Jétag Josónov
Jétag Murátovich Josónov (en ruso: Хетаг Муратович Хосонов, transliterado al inglés Khetag Khosonov; Vladikavkaz, 18 de junio de 1998) es un futbolista ruso que juega en la demarcación de centrocampista para el F. C. Akron Tolyatti de la Liga Premier de Rusia.

## Biografía
Tras formarse como futbolista con el Yunost Vladikavkaz, finalmente se marchó a la disciplina del P. F. C. CSKA Moscú. Subió al primer equipo del equipo ruso en 2015, haciendo su debut el 21 de septiembre de 2016 contra el F. C. Yenisey Krasnoyarsk en un encuentro de la Copa de Rusia. Su debut en liga lo hizo el 8 de septiembre de 2017 en un encuentro contra el F. C. Amkar Perm. Su primer gol como futbolista lo anotó en el minuto 106 de la prórroga, gol que dio al equipo el título de la Supercopa de Rusia. En enero de 2019 se marchó cedido al F. C. Tambov hasta final de temporada y en julio se prolongó un año más. El 1 de junio de 2020 regresó al conjunto moscovita tras no ser renovado el préstamo para lo que quedaba de temporada. El 31 de julio abandonó de manera definitiva el equipo capitalino y se marchó al F. C. Alania Vladikavkaz de su localidad natal. Allí pasó tres años en los que jugó 105 partidos antes de regresar a Moscú para jugar en el F. K. Jimki desde la temporada 2023-24. A mediados de la siguiente dejó el club y fichó por el F. C. Torpedo Moscú. Con ellos consiguió un ascenso a la Liga Premier de Rusia y en julio de 2025 se unió al F. C. Akron Tolyatti.

## Clubes
| Club                     | País  | Año       | Partidos | Goles |
| ------------------------ | ----- | --------- | -------- | ----- |
| P. F. C. CSKA Moscú      | Rusia | 2015-2019 | 17       | 1     |
| F. C. Tambov (cedido)    | Rusia | 2019-2020 | 15       | 0     |
| F. C. Alania Vladikavkaz | Rusia | 2020-2023 | 105      | 7     |
| F. K. Jimki              | Rusia | 2023-2025 | 53       | 10    |
| F. C. Torpedo Moscú      | Rusia | 2025      | 12       | 1     |
| F. C. Akron Tolyatti     | Rusia | 2025-     |          |       |

## Palmarés

### Campeonatos nacionales
| Título             | Club                | País  | Año  |
| ------------------ | ------------------- | ----- | ---- |
| Supercopa de Rusia | P. F. C. CSKA Moscú | Rusia | 2018 |